# Saltkraft
Saltkraft är en energikälla som ännu inte utnyttjas i stor skala. När färskvatten från floder rinner ut i saltvatten och blandar sig med detta, så ökar entropin, eftersom det råder en större oordning i den blandande vätskan jämfört med tillståndet innan. Om man vill separera vätskorna igen, så måste man tillföra energi. Detta sker i anläggningar för avsaltning av havsvatten. För att få ut 1 m³ färskvatten ur världshavet, vars salthalt är 3,45 %, krävs det teoretiskt minst 0,7 kWh mekanisk energi. Vid utnyttjande av saltkraft som energikälla sker den omvända processen, som teoretiskt tillåter att plocka ut upp till 0,7 kWh per m³ färskvatten. Detta är lika mycket som man kan få ut i ett vattenkraftverk när fallhöjden är 257 m. Man inser då att saltkraft är en betydande resurs, som ofta ligger väl till, eftersom många av världens befolkningscentra ligger där floder mynnar ut i havet. I Sverige skulle saltkraftverk vara lämpligast på västkusten eftersom havsvattnet där är saltare än på östkusten. Det ytvatten med relativt låg salthalt som rinner ut från Östersjön i Kattegatt är den största potentiella saltkraftresursen i Norden.

## Möjliga metoder
Alla de metoder som kan användas för att avsalta havsvatten skulle teoretiskt kunna användas till att utvinna saltkraftenergi. Några exempel:
- Vid låg temperatur på grund av olika fryspunkt
- Vid hög temperatur på grund av olika ångtryck
- Genom semipermeabla osmotiska membran (omvänd osmos)
- Genom seriekopplade anjonmembran och katjonmembran (elektrodialys)

## Omvänd elektrodialys
Under den senare delen av 1970-talet bedrevs forskning kring detta på Chalmers i Göteborg.
Då beräknade man att man skulle kunna försörja hela Göteborg med elenergi genom ett saltkraftverk som utvann denna energiform ur det flöde som rinner genom Nordre Älv norr om Hisingen. Den miljöpåverkan som detta skulle föra med sig skulle inskränka sig till att en del av kuststräckan som tidigare haft saltvatten skulle få sötvatten på grund av de länsar man skulle lägga ut för att skilja vattenmassorna åt.
Den metod man förespråkade var seriekopplade anjonmembran och katjonmembran, där jonvandringen genom membranen direkt alstrade en spänning som gick att tanka av via elektroder. Man tog till och med fram egna membran som var både billiga och effektiva. Tyvärr lades projektet ner eftersom membranen täpptes till efter ett tag då de blev beväxta med alger. Detta kan tyckas vara ett lösbart problem. Forskning på området pågår numera i Nederländerna, där det finns en 50 kW testanläggning i Harlingen.

## Tryckretarderad osmos

Principen för osmoskraftverk

Norska Statkraft forskar för närvarande inom området. Deras beräkningar visar att cirka 10 % av Norges energibehov kan mättas med tekniken. De har valt att utnyttja osmotiska membran.  Metoden utnyttjar i grunden samma teknik som den numera ofta använda avsaltningsmetoden ”omvänd osmos”. Vid avsaltning av havsvatten är det viktigt att membranet inte släpper igenom för mycket salt. Om energiproduktion genom tryckretarderad osmos ska bli ekonomiskt lönsam, så krävs ett större vattenflöde genom membranen. Detta får man med ett mera genomsläppligt membran, som då skulle släppa igenom för mycket salt för att duga för avsaltningsändamål. Nya membran, som är lämpade för energiproduktion, ska nu finnas framme. Det är dock ännu en bit kvar tills metoden kan bli ekonomiskt konkurrenskraftig. Statkraft byggde 2009 en anläggning i Hurum, Norge som förväntades att leverera kommersiell elkraft när den vara klar för drift .
2014 bestämde Statkraft att lägga ner sitt saltkraftverk eftersom det inte ansågs möjligt att få lönsamhet i ett saltkraftverk i Norge. 